# Faith Muthambi
Azwihangwisi Faith Muthambi là nguyên Bộ trưởng Bộ Dịch vụ và Hành chính công và nguyên Bộ trưởng Bộ Truyền thông Nam Phi.
Muthambi giữ một số vị trí quan trọng trước khi được bổ nhiệm vào nội các Tổng thống Jacob Zuma năm 2014:
- Thành viên của SANSCO (Quốc hội sinh viên Nam Phi) (1989-1990);
- Thư kí chi nhánh Tshimbupfe ANCYL (1991-1992);
- Thành viên ủy ban điều hành chi nhánh Tshimbupfe ANC (1992-1993);
- Phó bí thư khu Vuwani (1993-1999);
- Thành viên tuyển dụng liên đoàn (REC) của Vhembe ANCYL (2003-2005);
- Thủ quỹ ANCYL, Limpopo (2005-2008);
- Thành viên tổ chức ANC WL PEC, Limpopo (2008);
- Thành viên tuyển dụng liên đoàn (REC) của vùng ANC Vhembe (2006);
- Thành viên Quốc hội Nam Phi và Nghị viện Pan-Phi (Tháng tư năm 2009 đến nay);
- Ủy ban danh mục đầu tư truyền thông.

Muthambi là một trong 7 nghị sĩ đảng ANC được đề cử vào ủy ban. Bà có bằng B Proc của Đại học Venda (1993-1996), và nhiều chứng chỉ và bằng cấp khác từ Liên minh công nhân tự trị (Unión de Profesionales y Trabajadores Autónomos – UPTA) và từ trường Đại học Witwatersrand, Johannesburg (nhằm ở vùng phía Bắc Nam Phi)..